# Воронежский, Роман Антонович
Роман Антонович Воронежский (род. 11 сентября 1973) — информационный веб-дизайнер Рунета.
Стал известен благодаря работе в Студии Артемия Лебедева с 1999 по 2014 год. До этого на протяжении семи лет был чиновником в РАО ЕЭС.
В Студии Лебедева Роман Воронежский занимался информационным дизайном, созданием и проектированием графических интерфейсов, работал в жанре цифровой миниатюры. На протяжении ряда лет занимал должность арт-директора студии. Среди наиболее известных работ — дизайн Яндекса (включая Я.ру, Яндекс.Почта, Яндекс.Новости, Яндекс.Фотки, Яндекс.Погода и прочие), сайты изданий Lenta.ru, «Огонёк», «Московский комсомолец».
В 2006 году вышла книга Романа Воронежского «Уроки кофе», в которой собраны афоризмы, рассказы и отдельные фразы, часть из которых была ранее опубликована на сайте Воронежского napisal.ru. Несмотря на название и авторство книги, на обложке написано «Пейте водка», а в выходных данных указан испанский писатель Артур Перес-Реверте. Всего вышло два издания книги (тираж 3 000 и 5 000 экз.), а также аудиокнига, озвученная профессиональными дикторами. Вторая книга Воронежского, «Пила в самоваре», вышла в Латвии в 2017 году.
Женат, есть сын. Проживает в Риге.